# Hans Reichel

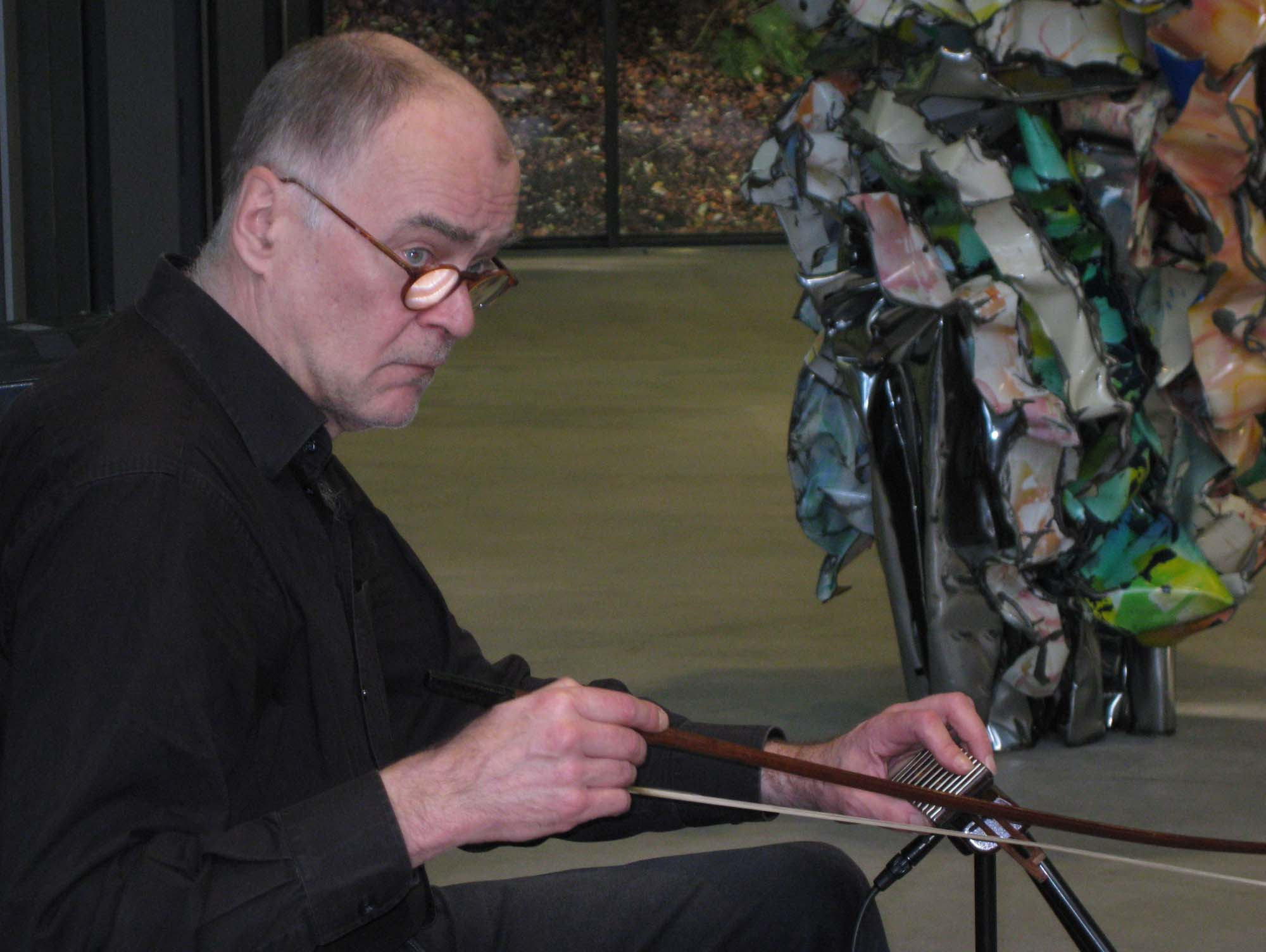
Hans Reichel in 2009

Hans Reichel (Hagen, 10 mei 1949 - Wuppertal, 22 november 2011) was een Duits muzikant en uitvinder van experimentele muziekinstrumenten en typograaf.
Reichel ontwierp de beroemde daxofoon en maakte tevens begin jaren tachtig een serie third-bridge-snaarinstrumenten.

## Gedeeltelijke discografie
- Wichlinghauser Blues (1973, FMP 0150)
- Old Tune/Heimkehr der Holzböcke (1974, FMP S 5)
- Bonobo (1975, FMP 0280)
- Guitar Solos 2 (1976, Caroline Records C 1518. Drie solo's op compilatie LP.)
- For Example (1976, FMP R123. Solo track op herdenkings/compilatie 3LP-set.)
- Erdmännchen (1977, FMP 0400. Duo met Achim Knispel.)
- Buben (1978, FMP 0530. Duo with Rüdiger Carl.)
- Sven-Åke Johansson mit dem NMUI im SO 36 '79 (1979, FMP S17)
- Sven-Åke Johansson mit dem NMUI im SO 36 '79 (1979, Olof Bright OBCD10/GROB650. Volledige versie van concert voorheen uitgegeven op FMP S17.)
- The Death of the Rare Bird Ymir (1979, FMP 0640/FMP CD 54)
- Bonobo Beach (1981, FMP 0830/FMP CD 54)
- Bergisch-Brandenburgisches Quartett (1982, Amiga 856031. Met Johansson/Carl/Petrowsky.)
- Duet Improvisation (1985, Vand'Oeuvre 8501. Met Keith Tippett.)
- Kino: studio opera with EROC (1986, Teldec Import Service TIS 66.23921. Heruitgegeven op CD in 1997.)
- The Dawn of Dachsman (1987, FMP CD 60)
- Coco Bolo Nights (1988, FMP CD 10)
- Angel Carver (1988, FMP CD 15. Duet met Tom Cora.)
- Live at the Knitting Factory, Volume One (1988/9, Enemy EMY111. Eén track (duet) met Tom Cora.)
- Dix improvisations (1989, Victo CD 09. Twee tracks op compilatie-cd.)
- X-Communication (1990, FMP CD 33)
- Show-down (1990, Intakt CD 023. Duet met Wädi Gysi.)
- Stop complaining/Sundown (1990/1991, FMP CD 36. Duetten met Fred Frith en Kazuhisa Uchihashi.)
- Mini-suite: [untitled] (1991, Rastascan BRD 010. Eén track op compilatie-cd.)
- Shanghaied on Tor Road: The World's 1st Operetta Performed on Nothing but the Daxophone (1992, FMP CD 46)
- Hans Reichel (1993, Table of the Elements Beryllium, 7" Vinyl)
- Variations on Jay (1993, Table of the Elements Oxygen, 7" Vinyl)
- AngelicA 93 (1993, CAICAI 004. Solo en andere combinaties, inclusief een optreden met de 'All Daxophone Band'.)
- Kumunguitar (1993, ¿What Next? WN0012. Duet met Jin Hi Kim.)
- Conduction 28/Conduction 31 (1993, New World Records 80484. Lawrence D. 'Butch' Morris.)
- Conduction 31/Conduction 35/Conduction 36 (1993, New World Records 80485. Lawrence D. 'Butch' Morris.)
- Lower Lurum (1993/1994, Rastascan BRD 016)
- Le bal (1994, Ellipsis Arts)
- Buben...plus (1994, FMP CD 78. Nieuwe duetten met Rüdiger Carl, uitgegeven met ouder materiaal.)
- The Vandoeuvre Concert (1994, FMP CD 72. Als deel van de September Band: Carl/Hirsch/Lovens/Reichel.)
- Looking at Flees with Henry Geldzahler (1994, FMP MJ 01. September Band, één track op compilatie.)
- Thomas Borgmann's Orkestra Kith 'n Kin (1995, Cadence Jazz Records CJR 1081.)
- Book/Virtual COWWS (1978–1996, FMP OWN90007/9. Meerdere tracks op Rüdiger Carl compilatie.)
- Hans Reichel/Rüdiger Carl (1997, Hurta Cordel 97)
- The Return of Onkel Boskop (1983/1997, Repertoire REP 4688-WY. Duet met Eroc.)
- King Pawns (1997, Zen-006. Duet met Kazuhisa Uchihashi.)
- Festival Beyond Innocence: 2 1997–1998 (1997, Innocent Records FBI 103. Twee solo's + trio track op compilation-cd.)
- Cue sheets II (2000, Tzadik 7513. Steve Beresford; één track featuring Reichel.)
- Total Music Meeting 2001: Audiology — 11 groups live in Berlin (2001, A/L/L 002. Eén track door Manuela op deze compilatie-cd.)
- Yuxo: A New Daxophone Operetta (2002, A/L/L 003)